# Pardosa cavannae
Pardosa cavannae är en spindelart som beskrevs av Simon 1881. Pardosa cavannae ingår i släktet Pardosa och familjen vargspindlar.
Artens utbredningsområde är Italien. Inga underarter finns listade i Catalogue of Life.